# Simeó Estilita el Jove
|  | Per a altres significats, vegeu «Simeó (desambiguació)». |

Simeó Estilita el Jove   (Antioquia de l'Orontes, 521 - Antioquia de l'Orontes, 24 de maig de 597) o Simeó Taumastorites (en grec Συμεών o Συμεάνης Συμεώνης ὁ Στυλίτης) fou un religiós grec, asceta estilita del segle vi. El nom Taumastorites deriva del Mont Taumast (en grec Τοῦ θαυμαστοῦ ὄρους o ‘Mont de les Meravelles'). És considerat sant per l'Església grega, però no per la llatina. Els estilites eren solitaris que, ocupant la seva residència als cims d'un pilar (stylos), van optar per passar els seus dies enmig de les restriccions que això comportava i en l'exercici d'altres formes d'ascetisme.

## Biografia
Simeó va néixer a Antioquia l'any 521. El seu pare, Joan, era natural d'Edessa, la seva mare, anomenada Marta, va ser després venerada com a santa. Quan Simeó tenia sis anys, el seu pare va morir en un terratrèmol, després del qual ell i la seva mare es van traslladar als afores de la ciutat.
Com el seu homònim, els primers estilites, Simeó sembla haver estat atret molt jove per una vida d'austeritat. Es va unir a una comunitat d'ascètes que vivien dins la mandra o el recinte d'un altre pilar-ermità, anomenat Joan, que actuava com el seu director espiritual. Simeó encara que només un nen tenia un pilar aixecat per a ell proper al de Joan. En una carta a Tomàs, guardià de la veritable creu a Jerusalem, Simeó afirma que vivia sobre un pilar quan va perdre les seves primeres dents. En el transcurs d'aquest període, però, diverses vegades es va traslladar a un nou pilar, i amb motiu del primer d'aquests intercanvis el patriarca d'Antioquia i el bisbe de Selèucia el van ordenar diaca durant el curt espai de temps que va dedicar a la terra. Pels seus esforços, Simeó va rebre de Déu el do de la curació. Durant vuit anys fins que Joan va morir, Simeó va romandre a prop de la columna del seu mestre, tan a prop que podien conversar fàcilment. Durant aquest període, les seves austeritats van ser controlades per l'ermità més gran.
Després de la mort de Joan, Simeó va donar plena dedicació a les seves pràctiques ascètiques. Des de la sortida del sol fins a mitja tarda va llegir llibres i va copiar la Sagrada Escriptura. Simeó el jove va ser ordenat sacerdot i així va poder oferir el Sant Sacrifici en memòria de la seva mare. En aquestes ocasions, els seus deixebles un rere l'altre pujaven per l'escala per rebre la comunió de les seves mans. Com en el cas de la majoria dels altres sants del pilar, es creia que Simeó el Jove va fer un gran nombre de miracles. En diversos casos, la cura s'efectuava amb imatges que el representaven. Evagri va ser un testimoni ocular de moltes meravelles, i diu que ell mateix havia experimentat el coneixement de Simeó dels pensaments dels altres quan el va visitar per demanar consell espiritual. Simeó va mantenir aquest tipus de vida durant 68 anys. Cap al final de la seva vida, el sant va ocupar una columna sobre una muntanya prop d'Antioquia anomenada "Turó de les meravelles" (a causa dels seus miracles), també coneguda com la "Muntanya meravellosa" o la "Muntanya admirable"; aquesta muntanya és coneguda avui com Saman Dağı i es troba a prop de la ciutat de Samandağ, Turquia. Va ser aquí on va morir l'any 596.
A més de la carta esmentada, s'atribueixen diversos escrits al jove Simeó. També hi ha un "Apocalipsi" i cartes als emperadors Justinià I i Justinia II. Més especialment, Simeó va ser el famós autor d'un cert nombre d'himnes litúrgics.

## Veneració
El Monestir de Sant Simeó Estilita el Jove commemora Simeó i marca l'últim dels diversos pilars al damunt dels quals va viure durant la seva vida. Segons un relat, va viure en aquest pilar durant els darrers 45 anys de la seva llarga vida i va predicar des del cim. Se li atribuïen curacions miraculoses i fou venerat com a sant fins i tot quan encara era viu. L'emperador Maurici de Constantinoble el tenia en gran estima. Els malalts que havia curat van construir una església en agraïment. Fins al segle XIII el lloc va ser un destí de pelegrinatge.
La col·lecció Wellcome té una pintura al tremp sobre fusta d'un artista desconegut de Sant Simeó Estilita el Jove.

## Obres
Se li atribueixen les següents obres:
- Περὶ εἰκόνων, De Imaginibus
- Ἐπιστολὴ πρὸς τὸν Ἰουστινιανὸν βασιλέα, Epistola ad Justinianum Imperatorem
- Πρὸς βασιλέα Ἰουστῖνον τὸν νέον ἐπιστολή, Ad Imperatorem Justinum Juniorem Epistola
- Ἐπιστολὴ πέμπτη πρὸς τὸν βασιλέα Ἰουστῖνον τὸν νέον, Ad Imperatorem Justinum Juniorem Epistola Quinta
- Πρὸς τὸν ἐν τοῖς Ἱεροσολυμοῖς ὁσιώτατον σταυροφύλακα Θωμᾶν ἐπιστολή, Ad Sanctissimum in Hierosolymis Sanctae Crucis Custodem Thomam Epistola
- Composicions devotes com a Τροπάρια, Troparia s. Hymni, i Εὐχαί, Preces
- Sermones Ascetici XXXVI
- Responsiones ad Quaesita XXV
- Sententiae XXXVI
- Ἐπιστολὴ τοῦ ἁγίου Συμεὼν τοῦ Θαυματουργοῦ ἣν ἀπεστείλε πρός τινα τὸν ἀπὸ γένους Καίσαρος ἔγκλειστον μὲν γεγενημένον, Epistola S. Symeonis Thaumaturgi quam misit ad quendam Enclistum genus trahentem a Caesare.

## Galeria d'imatges

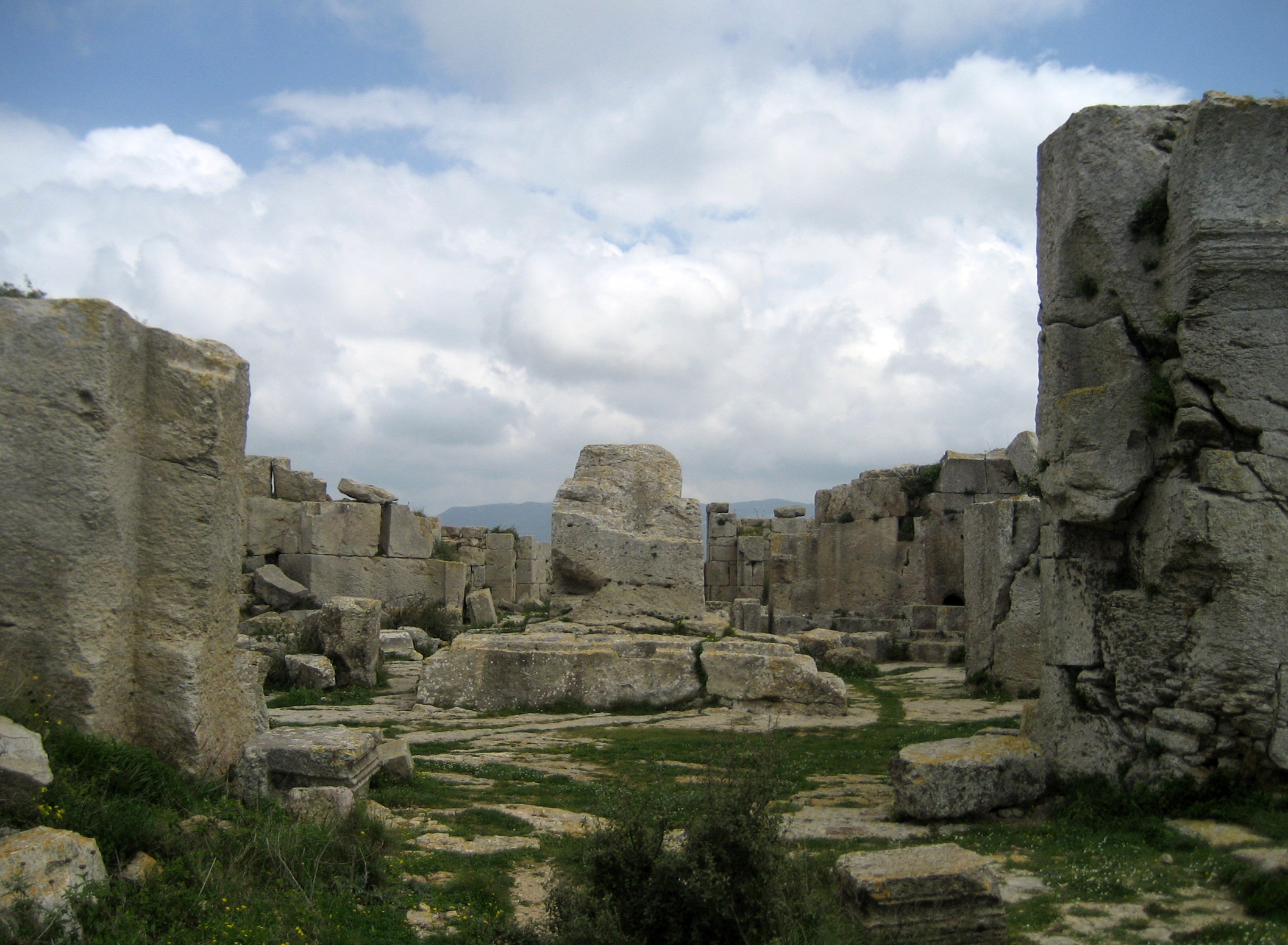
Ruines del monestir de Simeó el Jove, amb la base de la columna al centre.
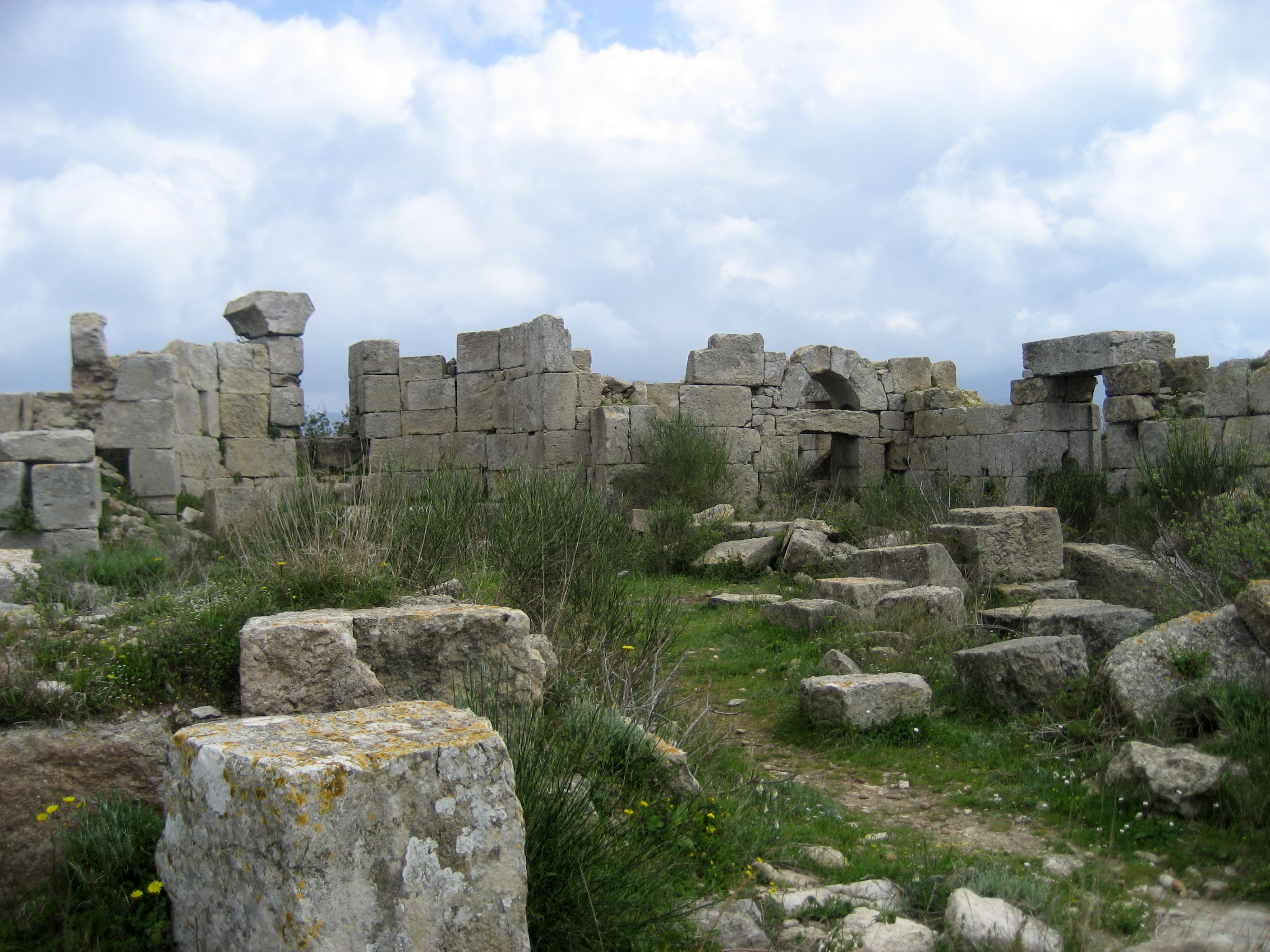
Ruines del monestir de Simeó el Jove.